# Tuenti
Tuenti est un site de réseautage social basé à Madrid (Espagne) lancé en 2006 et considéré comme l'un des sites web les plus visités en Espagne selon Alexa Internet.
Le site est accessible seulement aux membres ; l'inscription est gratuite et possible pour tous. Le site propose aux internautes des outils tels que le partage de photos et de vidéos, un espace d'écriture blog, un moteur de recherche (par nom ou adresse électronique, etc), et un système de notation et de tagging des photos.

## Histoire
Tuenti fut créé en 2006 par Zaryn Dentzel, Félix Ruiz, Joaquin Ayuso, Adejemy et Kenny Bentley. Dentzel visita l'Espagne lors d'un échange, qui l’amena à Cabeza del Buey (Badajoz). Quelques années plus tard est née Tuenti. Au début, il était réservé aux universitaires et à quelques privilégiés.
Plus tard, de par son succès, les créateurs de ce site permirent l'entrée à plus d'usagers, sous la condition d'y être invité par  quelques membres de Tuenti. Actuellement, Tuenti a 10,7 millions d'usagers, la plupart d'entre eux sont des étudiants entre 10 et 20 ans.
L'entreprise compte actuellement plus de 209 employés de 17 nationalités différentes.
Selon Dentzel, le nom Tuenti lui est apparu à cause de la nécessité de trouver un nom comportant tù y ti (toi et toi). Pour trouver un nom les membres du départements de marketing y passèrent beaucoup de temps; mais finalement ils choisirent Tuenti, car cela ressemble a "twenty" (vingt, en référence à l'âge moyenne des utilisateurs).
L'actionnaire majoritaire de Tuenti est Movistar, qui acheta les 85 % de l'entreprise le 4 aout 2010, pour un chiffre approximatif de 72 millions d'euros. Movistar a l'intention à moyen-long terme d'étendre Tuenti sur d'autres pays (majoritairement d'Amérique latine et d'Europe)

## Fonction
Tuenti est un site de réseautage, d'accès restreint seulement à ceux qui sont invités par un autre membre déjà inscrit. Ce système, selon l'entreprise, garantit en principe que tout usager, récemment arrivé, ait déjà un lien avec une autre personne, et de ce fait qu'il puisse commencer à établir de nouvelles relations avec le reste des membres.
Les usagers peuvent créer des profils avec des photos, informations sur les contacts ou autres informations personnelles. Les usagers peuvent communiquer avec d'autres membres et avec leurs amis. Pour pouvoir garder un caractère privé, Tuenti permet aux membres de choisir les configurations, pour savoir qui peut voir quoi.
On peut par exemple bloquer des personnes ou limiter certaines options, tel qu'être étiqueté sur des photos choisies.

## Mon profil
Chaque membre dispose, dans le site, d'une page de profil qui peut être vue par tous les usagers, mais on peut la sécuriser en faisant en sorte que seuls les amis des usagers puissent la voir où même, les amis des amis. À l'intérieur, on peut voir des informations personnelles comme son genre, son âge ou même sa date d'anniversaire.
La colonne centrale de "Mon Profil" est divisée en deux blocs : le blog et "Mon Mur". La partie blog  permet à l'usager d'écrire des textes ou inclure des vidéos, ordonnés en mode chronologique inverse, tout cela visible seulement par les personnes autorisées. "Mon Mur" est un espace dans lequel les autres membres peuvent laisser des messages personnalisés, où on peut également voir l'historique des modifications. Le nouvel historique contient les actualisations des profils qu'a faites la personne récemment. Tout ça peut être synchronisé optionnellement avec Twitter.

## Recherche
Tuenti dispose d'un programme de recherche qui permet de localiser les membres du site, par le nom réel. Pour réduire les résultats, il existe plusieurs filtres tels que le sexe, le centre d'études, l'emploi ou le lieu de résidence. On peut également trouver, grâce à ce programme, des jeux, vidéos ou d'autres pages dans tout le site Tuenti.

## Événements
Tuenti ajouta en novembre 2007 la fonction d'événements, qui permet d'organiser, facilement, des événements en mettant la date et le lieu et le nombre de personnes qui viendront. Cette fonction fut créée dans l'intention de permettre aux membres d'organiser des fêtes, des réunions ou autres. Mais actuellement, la plupart des usagers l'utilisent pour diffuser des publicités, quelquefois malhonnêtes.

## Chat
La fonction chat de Tuenti, fit ses débuts en septembre 2009, on y ajouta en août 2010 l'option videochat. Elle offre la possibilité de bloquer les contacts avec qui on ne veut pas établir une conversation. On peut aussi participer à des jeux avec des amis depuis le chat.

## Jeux
Lors de la matinée du 2 juin 2010, on ajouta une autre fonction appelée Tuenti Juegos, une fonction qui permet de jouer en temps réel. Les jeux sont fournis par Metrogames, en utilisant Adobe Flash Player.